# Liste der Biografien/Chao
Liste der Biografien |
Portal Biografien |
Personensuche
# |
A |
B |
C |
D |
E |
F |
G |
H |
I |
J |
K |
L |
M |
N |
O |
P |
Q |
R |
S |
T |
U |
V |
W |
X |
Y |
Z |
?
 
Ca |
Cb |
Cc |
Ce |
Ch |
Ci |
Cj |
Ck |
Cl |
Cm |
Cn |
Co |
Cr |
Cs |
Ct |
Cu |
Cv |
Cw |
Cy |
Cz
 
Cha |
Chb |
Che |
Chh |
Chi |
Chk |
Chl |
Chm |
Chn |
Cho |
Chr |
Cht |
Chu |
Chv |
Chw |
Chy
 
Chaa |
Chab |
Chac |
Chad |
Chae |
Chaf |
Chag |
Chah |
Chai |
Chaj |
Chak |
Chal |
Cham |
Chan |
Chao |
Chap |
Chaq |
Char |
Chas |
Chat |
Chau |
Chav |
Chaw |
Chay |
Chaz
Die Liste der Biografien führt alle Personen auf, die in der deutschsprachigen Wikipedia einen Artikel haben. Dieses ist eine Teilliste mit 35 Einträgen von Personen, deren Namen mit den Buchstaben „Chao“ beginnt.

## Chao
- Chao Shou-po (* 1941), taiwanischer Politiker, Jurist und Hochschullehrer
- Chao Yao-dong (1916–2008), taiwanischer Politiker und Ökonom
- Chao, Alexander (* 1949), US-amerikanischer Physiker
- Chao, Charles (* 1965), chinesischer Unternehmer
- Chao, Chung-yao (1902–1998), chinesischer Physiker
- Chao, Edward C. T. (1919–2008), chinesischer Geologe
- Chao, Elaine (* 1953), US-amerikanische Politikerin (Republikanische Partei)
- Chao, Fong-Pang (* 1967), taiwanischer Poolbillardspieler
- Chao, Gigi (* 1979), chinesische Architektin, Millionärstochter
- Chao, Manu (* 1961), französisch-spanischer Sänger und MusikerManu Chao (* 1961)

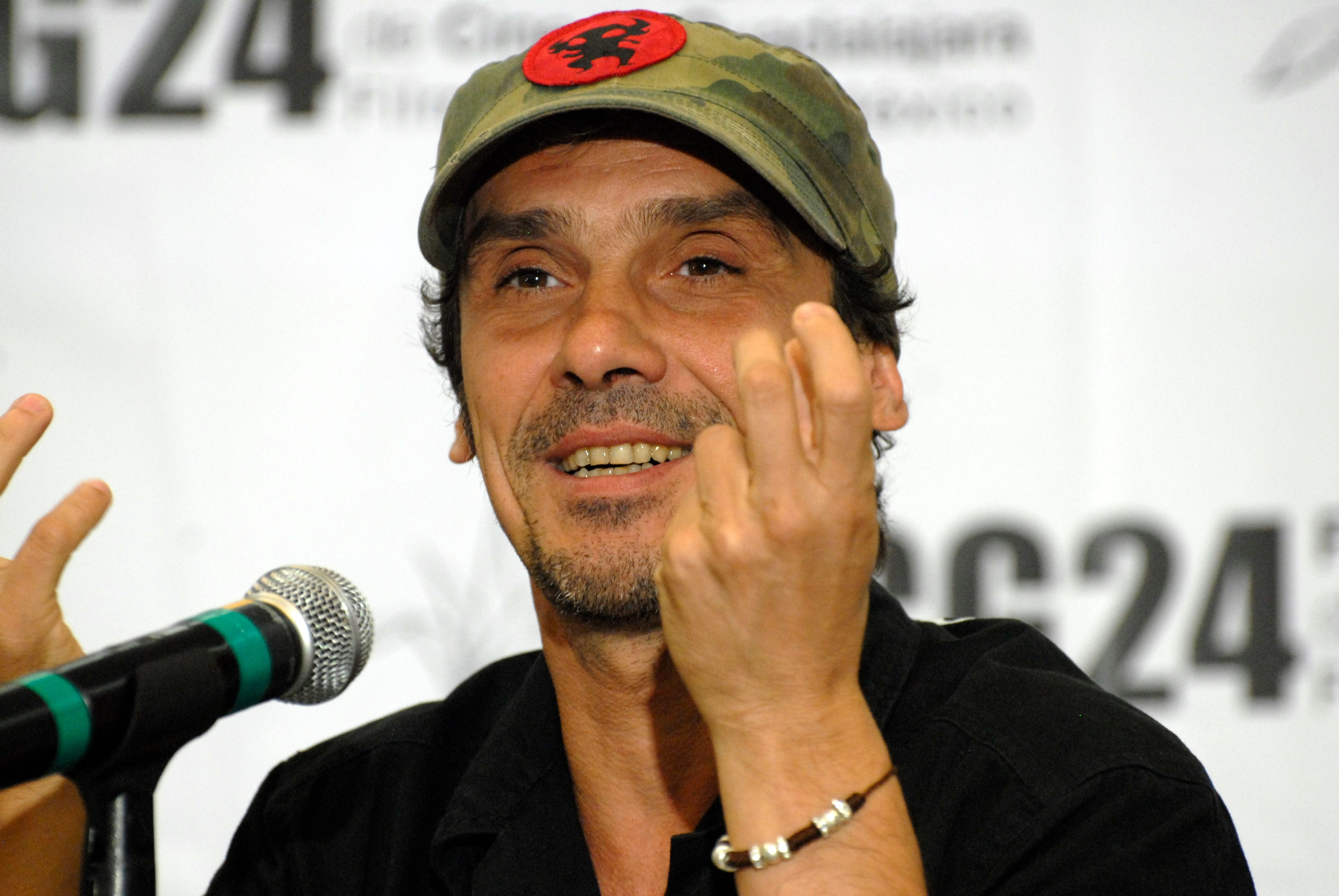
Manu Chao (* 1961)

- Chao, Mark (* 1984), taiwanisch-kanadischer Schauspieler und Model
- Chao, Mey Lan (* 1970), deutsche Schauspielerin chinesischer Herkunft
- Chao, Peter Yung-Chi (* 1973), taiwanischer römisch-katholischer Geistlicher, Weihbischof in Taipeh
- Chao, Ramón (1935–2018), spanischer Journalist und Schriftsteller
- Chao, Rosalind (* 1957), US-amerikanische Schauspielerin
- Chao, Ruth K., amerikanische Psychologin
- Chao, Sze-tsung Cecil (* 1936), chinesischer Unternehmer
- Chao, Winston (* 1960), taiwanischer Schauspieler
- Chao, Yu-chen (* 2001), taiwanische Handball- und Beachhandballspielerin
- Chao, Yuen Ren (1892–1982), chinesischer Sprachwissenschaftler

### Chaoq
- Chaoqing, Song (* 1991), chinesische Biathletin

### Chaos
- Chaos, Josephine, Pseudonym einer deutschen Autorin
- Chaosflo44 (* 1998), österreichischer Webvideoproduzent

### Chaou
- Chaouachi, Ghazi (* 1963), tunesischer Anwalt und Politiker
- Chaouch, Ali (1948–2020), tunesischer Politiker und Diplomat
- Chaouchi, Faouzi (* 1984), algerischer FußballtorhüterFaouzi Chaouchi (* 1984)

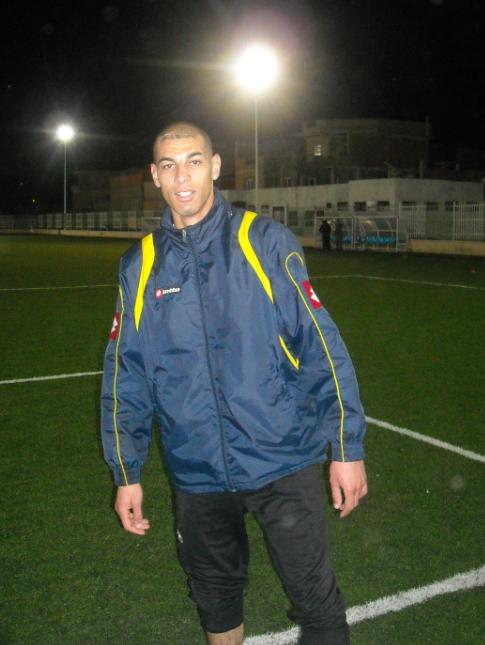
Faouzi Chaouchi (* 1984)

- Chaoufi, Tarik (* 1986), marokkanischer Straßenradrennfahrer
- Chaoui, Nicolas (1912–1983), libanesischer Politiker, Generalsekretär der LKP
- Chaoui, Touria (1936–1956), erste marokkanische und arabische Frau die einen Pilotschein erwarb
- Chaoul, Henri (1887–1964), libanesischer Radiologe und Strahlentherapeut
- Chaouqui, Francesca (* 1981), italienische Lobbyistin und Public-Relations-Fachfrau

### Chaov
- Chaovali, Tawfik Ben Ahmed (* 1960), libanesischer Terrorist

### Chaow
- Chaowasit Sapsakunphon (* 1995), thailändischer Fußballspieler
- Chaowat Veerachat (* 1996), thailändischer Fußballspieler

### Chaoz
- Chaoze One, Rapper